# Järnvägsolyckan vid Granbo station
Järnvägsolyckan vid Granbo station, även benämnd Granbo-olyckan var en tågurspåring som inträffade den 29 mars 1956 då södergående tåg 93 "Nordpilen" spårade ur i den norra änden av bangården.Två personer omkom medan 25 skadades, och det blev stora skador både på vagnar och kontaktledningsutrustning.

## Bilder

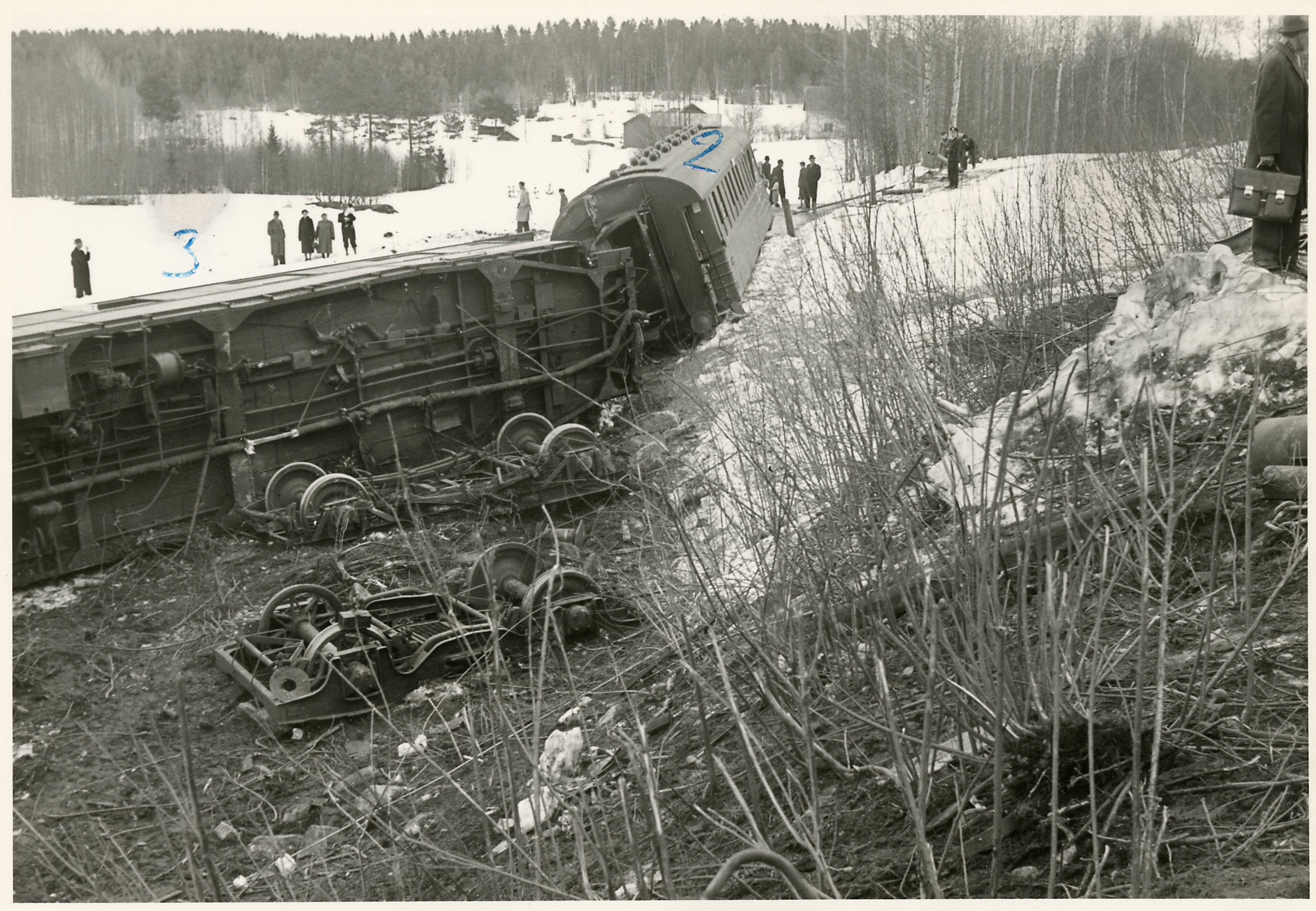
Två vagnar ur tåget i slänten på östra sidan av banvallen.
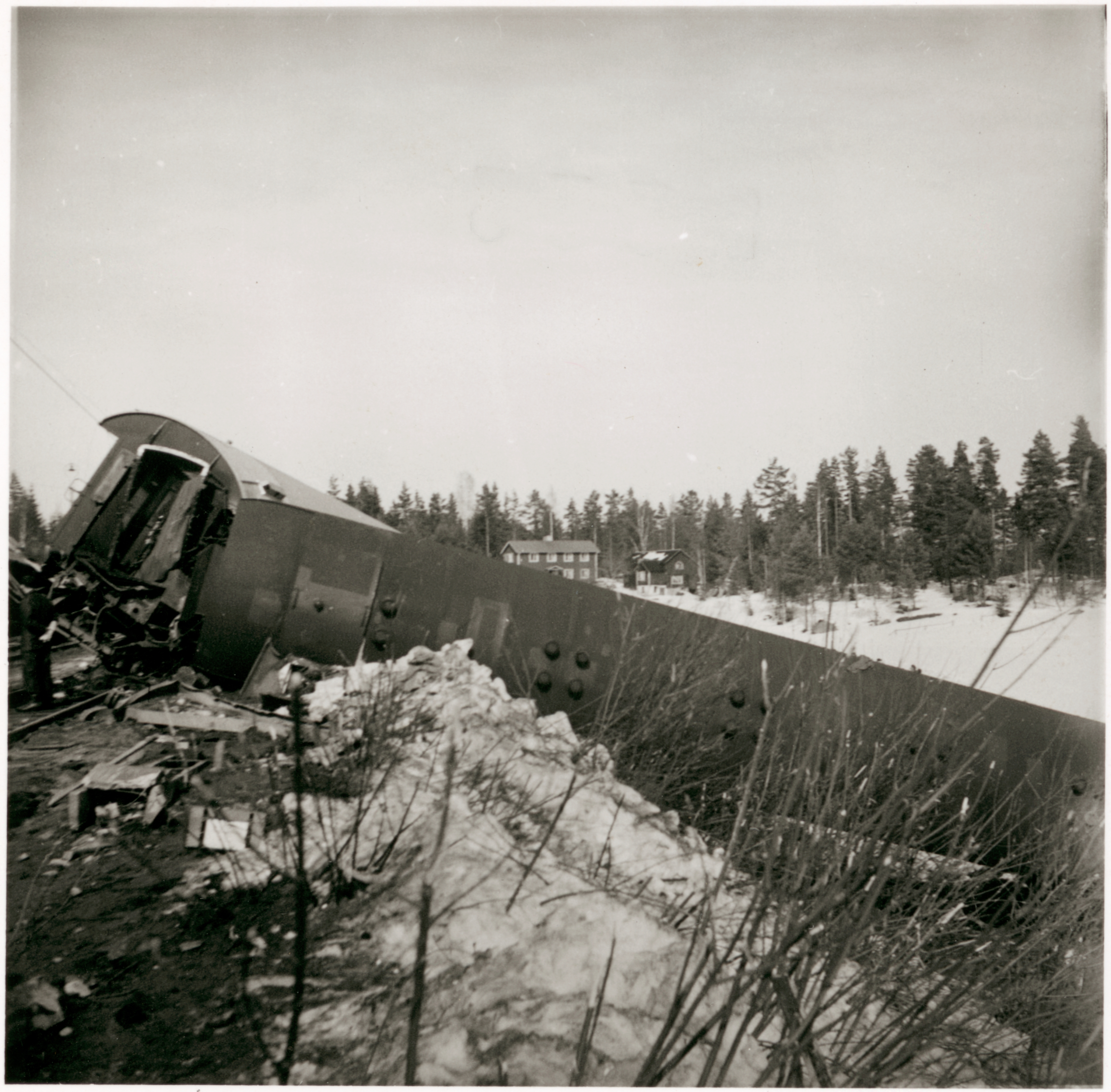
Urspårade vagnar i tåget Nordpilen som spårade ur på Granbo station den 29 mars 1956.
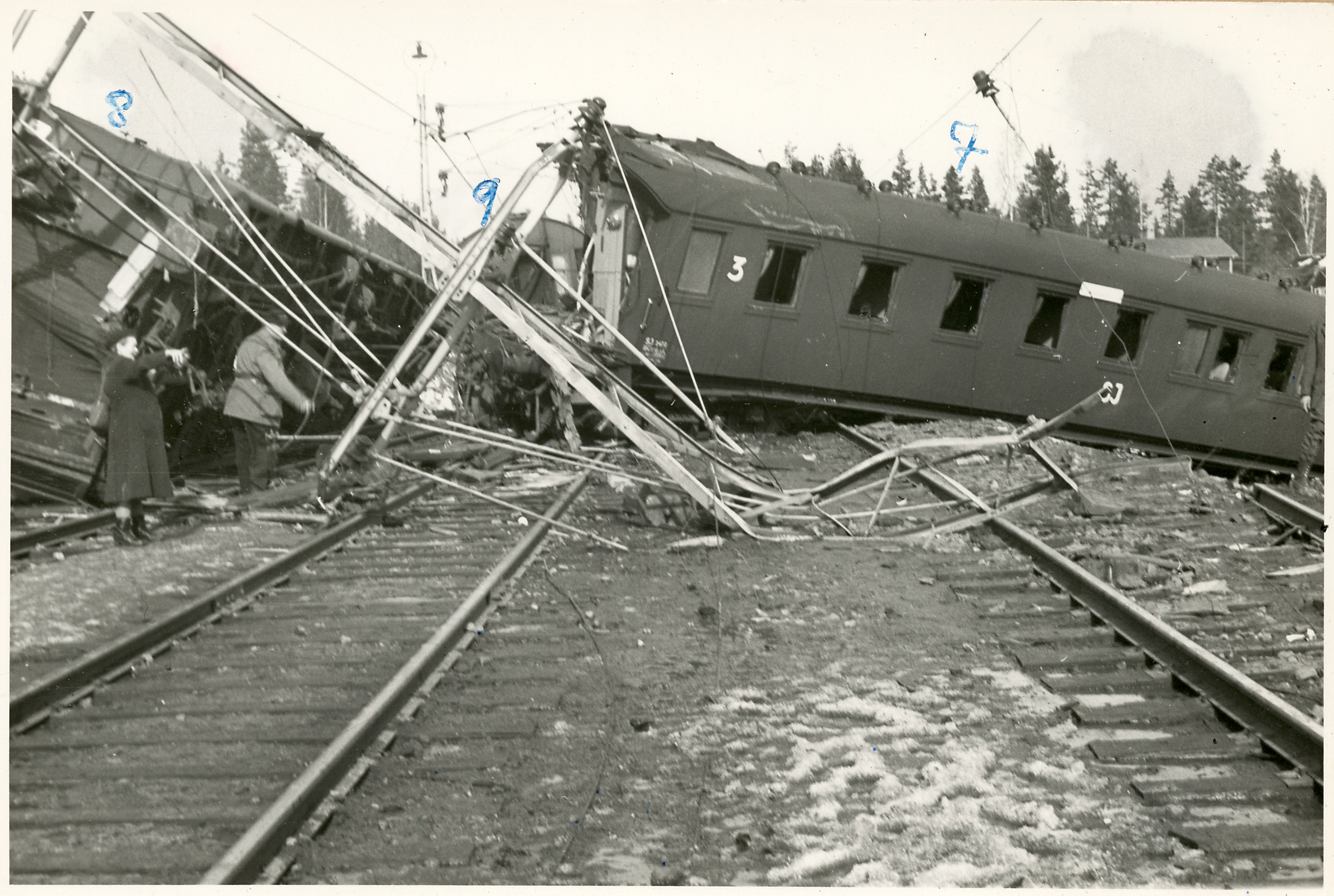
Bilden visar skadade vagnar och nedriven kontaktledningsbrygga.
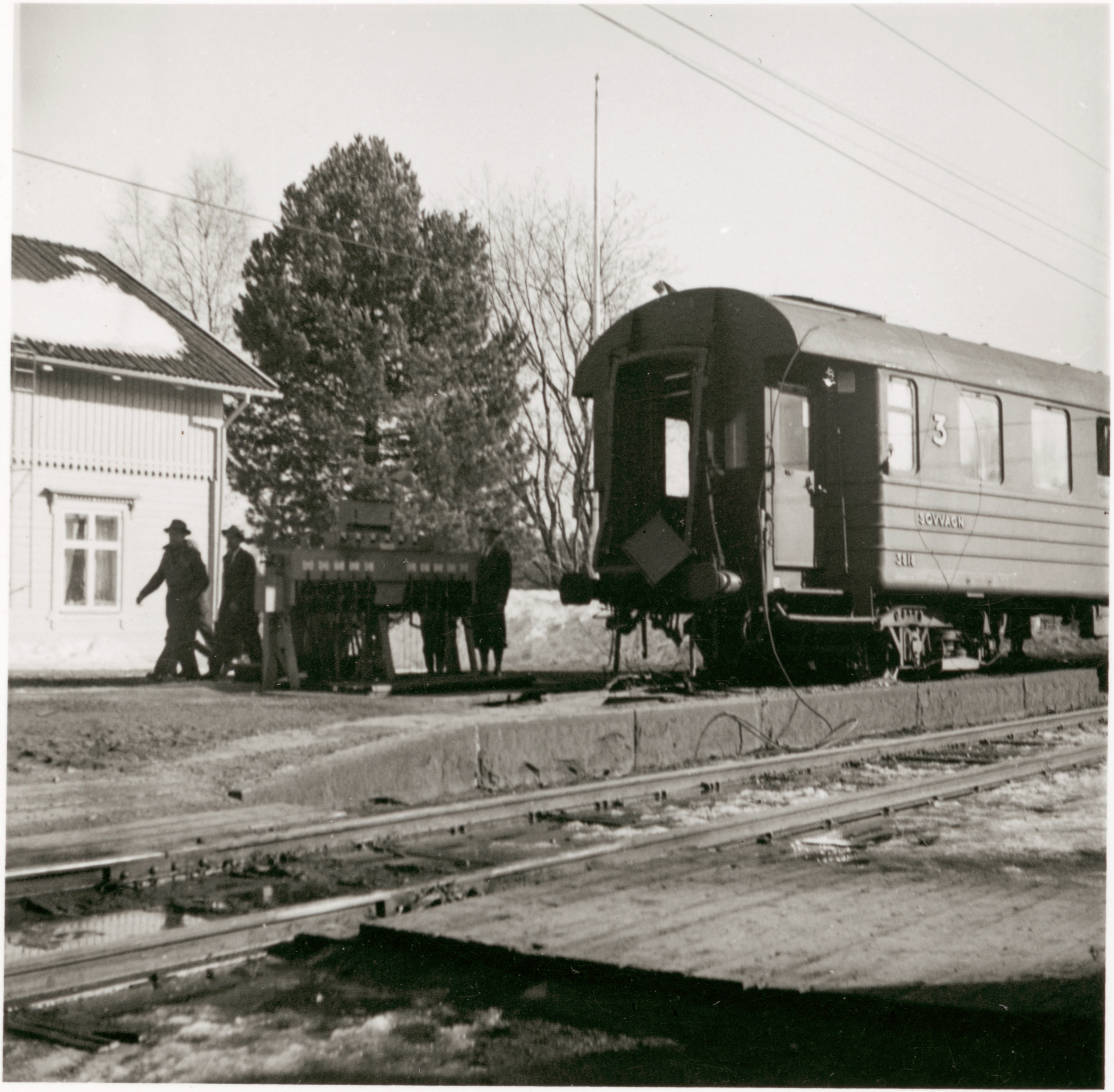
En passagerarvagn som hamnade på perrongen alldeles intill vevställverket.